# Rodersberg
Rodersberg ist ein Gemeindeteil der kreisfreien Stadt Bayreuth im bayerischen Regierungsbezirk Oberfranken. Rodersberg liegt in der Gemarkung Laineck.

## Lage
Rodersberg liegt an der gleichnamigen Erhebung im Nordosten der Stadt am Ausgang des Tals der (Warmen) Steinach. Verkehrsachse ist die den Ort durchziehende gleichnamige Straße.

## Name

Rodersberg auf dem Riediger-Plan von 1745

Ursprünglich war die Anhöhe nur von Bauern bewohnt. Nach einer seit dem 14. Jahrhundert dort ansässigen Familie namens Roder erhielt der Ort seinen Namen.

## Geschichte und Beschreibung
Vermutlich bereits im Frühmittelalter befand sich auf einem künstlichen Plateau am Hang eine Burg der Herren von Laineck. Von der zwischen dem achten und dem zwölften Jahrhundert errichteten Anlage sind noch der Halsgraben und die Trockenmauern vorhanden. Mit einer ovalen Fläche von 300 × 200 Metern soll es sich um eine der größten Wehranlagen des frühen Mittelalters im heutigen Oberfranken gehandelt haben. Es wird angenommen, dass im Giechburg-Vertrag des Jahres 1149 zwischen dem Bischof von Bamberg und den Grafen von Andechs-Meranien festgelegt wurde, dass sie nicht wieder befestigt ausgebaut werden dürfe.
Rodersberg gehörte zur Realgemeinde Laineck. Die Hochgerichtsbarkeit stand dem bayreuthischen Stadtvogteiamt Bayreuth zu.
Von 1797 bis 1810 unterstand der Ort dem Justiz- und Kammeramt Bayreuth. Mit dem Gemeindeedikt wurde Rodersberg dem 1812 gebildeten Steuerdistrikt Sankt Johannis und der Ruralgemeinde Laineck zugewiesen. Am 1. Juli 1972 wurde Laineck im Zuge der Gebietsreform in Bayern nach Bayreuth eingemeindet.
In den letzten Jahrzehnten wurde der Hang stark bebaut. Die Bebauung reicht bis an die Steinach, die einst Rodersberg vom Nachbarortsteil Laineck trennte. Im Talboden befindet sich der Sportplatz des ASV Laineck.
Die Anlage eines Golfplatzes oberhalb des Orts war 1990 noch umstritten. Das vorgesehene Terrain war als Landschaftsschutzgebiet ausgewiesen und bislang nur für Spaziergänger betretbar; bei Aufnahmegebühren von rund 10.000 DM würde Golf nach Auffassung der Gegner des Golfplatzes ein Elitesport bleiben, für den unweit von Bayreuth in Thurnau bereits eine Anlage existierte. Am 23. Juni 1996 wurde die Anlage eingeweiht.

### Einwohnerentwicklung
| Jahr      | 001819 | 001822 | 001861 | 001871 | 001885 | 001900 | 001925 | 001950 | 001961 | 001970 | 001987 |
| Einwohner | 81     | 83     | 101    | 98     | 149    | 168    | 140    | 263    | 178    | 242    | *      |
| Häuser    |        | 11     |        |        | 14     | 15     | 15     | 25     | 25     |        | *      |
| Quelle    | [ 12 ] | [ 7 ]  | [ 13 ] | [ 14 ] | [ 15 ] | [ 16 ] | [ 17 ] | [ 18 ] | [ 19 ] | [ 20 ] | [ 21 ] |

## Religion
Rodersberg ist seit der Reformation evangelisch-lutherisch geprägt und nach St. Johannis gepfarrt.